# Oxö, Torneå
Oxö är  en bebodd ö i stadsdelen Björkö i Torneå i Finland.